# Церква саєнтології і Вікіпедія
Редагування Вікіпедії членами Церкви саєнтології — низка редагувань статей англійського розділу Вікіпедії на тему саєнтології, що призвели до блокування IP-діапазонів, які належать Церкві саєнтології.
Підставою для санкцій, накладених Арбітражним комітетом Вікіпедії, послужило систематичне порушення правил Вікіпедії, що забороняють будь-які редагування у власних інтересах, включаючи просування політичних, філософських, релігійних, ідеологічних поглядів.
Коріння конфлікту слід шукати в натягнутих відносинах Церкви саєнтології та Інтернету, коли Церква саєнтології була звинувачена в спробах цензурувати критичні матеріали про себе з мережі Інтернет. Сама ж суперечка між прихильниками саєнтології і учасниками Вікіпедії, серед яких також були відомі критики саєнтології, почалась ще 2006 року, разом з появою самої статті про саєнтологію.
2007 року американський хакер Вірджил Грифітт публічно оприлюднив дані, з яких випливало, що статті, присвячені саєнтологічній тематиці у Вікіпедії, були редаговані з адрес, що належать саєнтологам. CBS News і The Independent опублікували статті, з яких випливало, що в цих поправках були спроби видалити критику зі статей, пов'язаних з саєнтологією. Крім цього, ЗМІ відзначали, що серед редагувань також були спроби множинного розміщення в статтях Вікіпедії посилань на саєнтологічні ресурси, а також приховування зв'язків різних організацій з Церквою саєнтології.
У січні 2009 року The Register повідомив про позов до арбітражного комітету Вікіпедії, в якому розбиралася ситуація зі статтями саєнтологічної тематики. Арбітражний комітет Вікіпедії складається з групи добровольців, яких обирають голосуванням прості користувачі, і покликаний вирішувати складні конфлікти, що виникають на сайті. В ході розгляду справи адміністратори надали докази, що контрольовані саєнтологами комп'ютери були використані для ряду редагувань у цих статтях. Один з даних користувачів прямо визнав свій зв'язок з Церквою саєнтології і заявив, що виправляння будуть тривати. У травні 2009 року Арбітражний комітет вирішив обмежити редагування з IP-адрес саєнтологічних організацій, щоб не допустити корисливих редагувань у проекті .

## Новини
- AGK and Ragesoss (1 червня 2009). End of Scientology arbitration brings blocks, media coverage. The Wikipedia Signpost. en.wikipedia.org. Архів оригіналу за 31 січня 2016. Процитовано 24 серпня 2010. {{cite news}}: символ зміни рядка в |work= на позиції 23 (довідка)
- Wikipedia Arbitration Committee (28 травня 2009). Wikipedia:Requests for arbitration/Scientology. Wikipedia. en.wikipedia.org. Архів оригіналу за 6 листопада 2019. Процитовано 24 серпня 2010.
- Gardner, Sue (June 2009). Foundation report to the Board, June 2009. Wikimedia Meta-Wiki. Wikimedia Foundation. Архів оригіналу за 31 січня 2016. Процитовано 24 серпня 2010.